# Port Fórum
El Port Fórum es un puerto deportivo situado en el Parque del Fórum, que fue construido para el Fórum Universal de las Culturas 2004. Se encuentra entre los límites municipales de San Adrián de Besós y Barcelona. El puerto cuenta con un pantalán exclusivo para grandes esloras, de hasta 80 m, segregado del muelle y con zona verde adyacente con acceso a la playa. Cuenta con una marina seca y una área técnica.
En Port Fórum se ubica el Barcelona International Sailing Center, el centro de entrenamiento de vela de alto rendimiento de la Federación Catalana de Vela.